# Якщо вірити Лопотухіну...
«Якщо вірити Лопотухіну...» (рос. «Если верить Лопотухину...») — радянський художній фільм 1983 року режисера Михайла Козакова.

## Сюжет
Про досить неординарні події, які відбулися в школі після того, як Вася Лопотухін запізнився на урок математики через зустріч з інопланетянами...

## У ролях
- Григорій Євсєєв
- Леонід Бронєвой
- Світлана Крючкова
- Борислав Брондуков
- Віталій Леонов
- Вася Арканов
- Наташа Збруєва
- Максим Кондратьєв
- Антон Наркевич
- Максим Широков

## Творча група
- Автор сценарію: Олександр Хмелик
- Режисер-постановник: Михайло Козаков
- Оператор-постановник: Олександр Княжинський
- Художник-постановник: Юрій Углов
- Композитор: Георгій Гаранян